# Mikołajki Pomorskie (gmina)
Mikołajki Pomorskie – gmina wiejska w województwie pomorskim, w powiecie sztumskim. Powołana została uchwałą z 4 grudnia 1972. W latach 1975–1998 gmina położona była w województwie elbląskim.
W skład gminy wchodzi 16 sołectw: Balewo, Cierpięta, Cieszymowo, Dąbrówka Pruska, Dworek, Kołoząb, Krasna Łąka, Krastudy, Mikołajki Pomorskie, Mirowice, Nowe Minięta, Perklice, Pierzchowice, Sadłuki, Stążki, Wilczewo.
Siedziba gminy to Mikołajki Pomorskie.

## Struktura powierzchni
Według danych z roku 2024 gmina Mikołajki Pomorskie ma obszar 91,6 km², w tym:
- użytki rolne: 77%
- użytki leśne: 13%

Gmina stanowi 12,5% powierzchni powiatu.

## Demografia
Dane z 31 grudnia 2024:
| Opis                              | Ogółem | Ogółem | Kobiety | Kobiety | Mężczyźni | Mężczyźni |
| --------------------------------- | ------ | ------ | ------- | ------- | --------- | --------- |
| jednostka                         | osób   | %      | osób    | %       | osób      | %         |
| populacja                         | 3352   | 100    | 1649    | 49,2    | 1703      | 50,8      |
| gęstość zaludnienia (mieszk./km²) | 37     | 37     | 18,2    | 18,2    | 18,8      | 18,8      |

- Piramida wieku mieszkańców gminy Mikołajki Pomorskie w 2014 roku:

## Włodarze gminy

### Naczelnicy
- 1973–1976: Władysław Maczyszyn
- 1976–1979: Wittaliusz Parafianowicz
- 1979–1984: Jan Jesionowski
- 1985–1986: Paweł Kopecki
- 1986–1990: Zdzisław Knitter

### Wójtowie
- 1990–1991: Piotr Hałuszczak
- 1991–2001: Wojciech Zielonka
- 2001–2006: Lucjan Lewandowski
- 2006–2018: Kazimierz Kulecki
- od 2018: Maria Pałkowska-Rybicka

## Sąsiednie gminy
Dzierzgoń, Prabuty, Ryjewo, Stary Dzierzgoń, Stary Targ, Sztum